# الدوري الفرنسي 2014–15
الدوري الفرنسي لكرة القدم 2014-2015 هو الموسم 77 من الدوري الفرنسي لكرة القدم . يتنافس خلاله 20 من أفضل الأندية الفرنسية.